# My Brave Face
«My Brave Face» es una canción compuesta por los músicos británicos Paul McCartney (1942-) y Elvis Costello (1954-) y publicada en el álbum de estudio de McCartney, Flowers in the Dirt.
La canción fue publicada como primer sencillo promocional del álbum en diferentes formatos: casete, disco de 7 pulgadas, maxisencillo de 12 pulgadas y CD, y alcanzó el puesto 18 en la lista británica UK Singles Chart una semana después de su publicación, además del puesto 25 en los Estados Unidos.
«My Brave Face» se convirtió en el último sencillo de McCartney, aparte de Free as a Bird, grabada en conjunto con George Harrison y Ringo Starr, basados en un demo de John Lennon en alcanzar el top 40 en la lista estadounidense Billboard Hot 100 hasta el lanzamiento de FourFiveSeconds, en conjunto con Kanye West y Rihanna .

## Grabación
«My Brave Face» fue grabada primero en sesiones supervisadas por McCartney y Costello a comienzos de 1988. Algunos extractos de las sesiones fueron grabados y usados en el documental de McCartney Put It There, publicado en VHS un año después. La versión final de la canción fue grabada a finales del mismo año en los Olympic Studios (de Londres), con Mitchell Froom como productor.
Según el documental Put it there, Costello pidió a McCartney que llevase al estudio su bajo Höfner, y la Ropa de Sgt. Pepper's Lonely Hearts Club Band que había dejado de tocar varios años atrás y reemplazado por un Rickenbacker 4001, para incluirlo en la grabación.

## Videoclip
El videoclip de «My Brave Face» fue rodado en abril de 1989 y dirigido por Roger Lunn, y está basado en el personaje de un fanático japonés que adquiere películas, cintas y objetos de coleccionismo a través de subastas o mediante robo. El video fue grabado en blanco y negro y en color, e incluye grabaciones inéditas de McCartney con The Beatles, bailando chárleston en una playa, y con Wings, en la que se ve a McCartney con Linda y Joe English a su llegada a Nueva Orleans (Luisiana). Al final del videoclip, el fan japonés es arrestado tras robar el bajo Höfner y El Uniforme de Azul Claro de Sgt. Pepper's Lonely Hearts Club Band .

## Versiones en directo
McCartney estrenó «My brave face» y otras canciones de Flowers in the dirt en directo durante la gira The Paul McCartney World Tour, e incluyó una grabación de la canción en el triple álbum en directo Tripping the Live Fantastic. Sin embargo, una vez finalizada la gira, dejó de tocar la canción.

## Otras versiones
La banda SR-71 grabó una versión de la canción para el álbum tributo Listen to What the Man Said.
Por otra parte, Star Collector también grabó una versión para el álbum Love in song: an Atlanta tribute to sir Paul McCartney.

## Lista de canciones
| Vinilo de 7" 1. «My Brave Face» 2. «Flying to My Home» | Vinilo de 12" 1. «My Brave Face» 2. «Flying to My Home» 3. «I'm Gonna Be a Wheel Someday» 4. «Ain't That a Shame» | CD 1. «My Brave Face» 2. «Flying to My Home» 3. I'm Gonna Be a Wheel Someday 4. «Ain't That a Shame» |

## Personal
- Paul McCartney: bajo, guitarras, pandereta y voz
- Linda McCartney coros
- Hamish Stuart: coros
- Chris Whitten: batería
- Robbie McIntosh: guitarra eléctrica
- Mitchell Froom: teclados
- David Rhodes: ebow
- Chris David: saxofón
- Chris White: saxofón
- Dave Bishop: saxofón